# The Moonshine Trail
The Moonshine Trail è un film muto del 1919 diretto da J. Stuart Blackton.

## Produzione
Prodotto da J. Stuart Blackton, fu il primo film uscito con la sua nuova casa di produzione, la J. Stuart Blackton Feature Pictures.

## Distribuzione
Distribuito dalla Pathé Exchange

### Date di uscita
- USA	19 ottobre 1919

Alias
- Moonshine and Shadow	USA (titolo di lavorazione)